# Hansapur (Kaski)
Hansapur (nep. हंसपुर) – gaun wikas samiti w zachodniej części Nepalu w strefie Gandaki w dystrykcie Kaski. Według nepalskiego spisu powszechnego z 2001 roku liczył on 995 gospodarstw domowych i 4741 mieszkańców (2630 kobiet i 2111 mężczyzn).